# Havranka (přírodní památka)
Havranka je přírodní památka v oblasti Poľana na Slovensku.
Nachází se v katastrálním území obce Hronec v okrese Brezno v Banskobystrickém kraji. Území bylo vyhlášeno či novelizováno v roce 1992 na rozloze 0,0130 ha. Ochranné pásmo nebylo stanoveno.